# AA Luziânia
AA Luziânia is een Braziliaanse voetbalclub uit Luziânia, in de staat Goiás.

## Geschiedenis
De club werd opgericht in 1995. Doordat de stad Luziânia dicht bij de Braziliaanse hoofdstad gelegen is, speelt de club niet in het Campeonato Goiano, maar in het Campeonato Brasiliense.

## Erelijst
Campeonato Brasiliense
2014, 2016